# 体育与技术协会

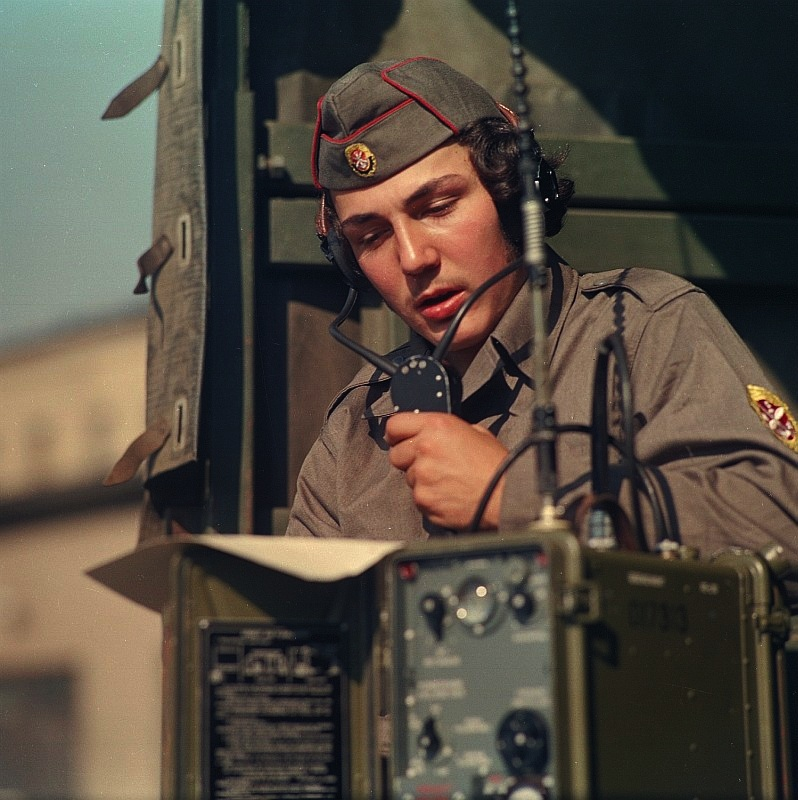
体育与技术协会的一个无线电操作员，1976年

体育与技术协会（德語：Gesellschaft für Sport und Technik，GST）是德意志民主共和国的一个群众组织。该组织的官方目的是组织爱好体育和科技等集体活动的年轻人，为他们提供相应的设备（例如摩托车、飞机和收音机等）以及推广相关的体育比赛（如射击、摩托车比赛等）。这一组织和国家人民军一起协助了社会的军事化，组织学校、大学和工厂的军事训练。该组织成立于1952年8月7日，在1990年初解体。该组织出版有32页的月刊《S+T》（Sport und Technik，《体育和技术》）。